# Шултус
Шултус — деревня в Няндомском районе Архангельской области.

## География
Находится в юго-западной части Архангельской области на расстоянии приблизительно 15 км на запад по прямой от административного центра района города Няндома на восточном берегу озера Нименьгское.

## История
В 1873 году здесь было учтено 10 дворов, в 1905 — 29. Тогда деревня входила в Каргопольский уезд Олонецкой губернии. До 2022 года входила в Няндомское городское поселение до его упразднения. Рядом с деревней находился известный Нименский погост.

## Население
Численность населения: 127 человек (1873 год), 171 (1905), 28 (русские 89 %) в 2002 году, 31 в 2010.